# 林廣守

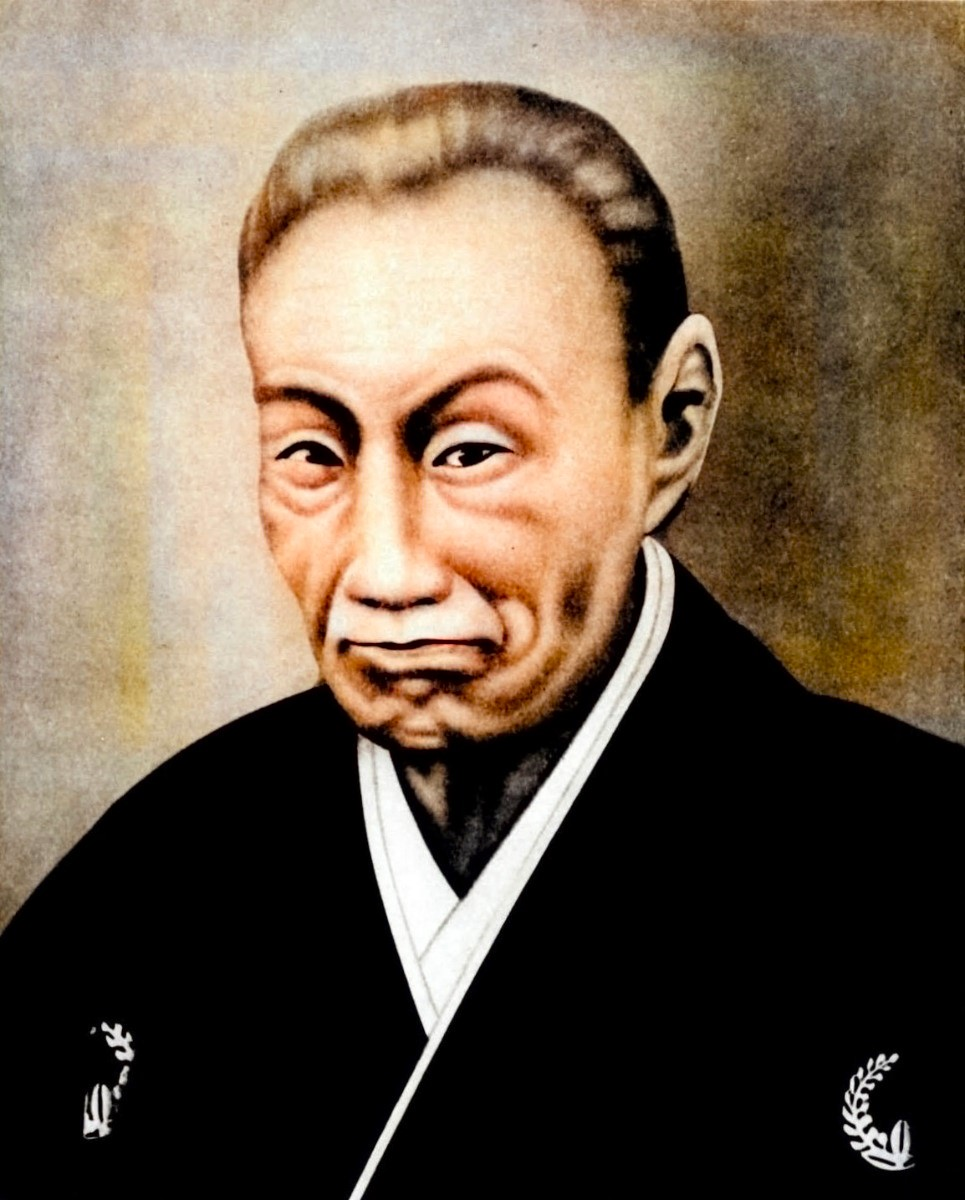
林廣守

林 廣守（日语：／；1831年12月28日—1896年4月5日）是幕末、明治前期的的雅樂演奏者。幼名為榮之助，初名是廣金。
以日本國歌「君之代」的作曲家聞名 。

## 關連條目
- 三方樂所

## 外部連結
- 「君が代の作譜林廣守」『東京朝日新聞』明治29年4月9日（新聞集成明治編年史. 第九卷） （国立国会図書館デジタルコレクション）訃報写真有り）